# Grand Forks (Columbia Británica)
Grand Forks es una ciudad canadiense situada en la provincia de Columbia Británica.

## Superficie
Grand Forks tiene una superficie de 10,37 km².

## Demografía
En 2021, tenía 4112 habitantes, una densidad poblacional de 396,4 hab./km², y 1969 viviendas.